# Coptomiina
Sous-tribu
Synonymes
- Coptomiini Schenkling, 1921

Les Coptomiina sont une sous-tribu d'insectes coléoptères, de la famille des Scarabaeidae, de la sous-famille des Cetoniinae et de la tribu des Stenotarsiini.

## Genres
Bricoptis – Coptomia – Coptomiopsis – Euchilia – Euryomia – Heterocranus – Hiberasta – Hyphelithia – Liostraca – Micreuchilia – Micropeltus – Pareuchilia – Pygora – Pyrrhopoda – Vieuella